# Massacre Canyon Monument
Koordinaten: 40° 12′ 24″ N, 100° 57′ 50,9″ W

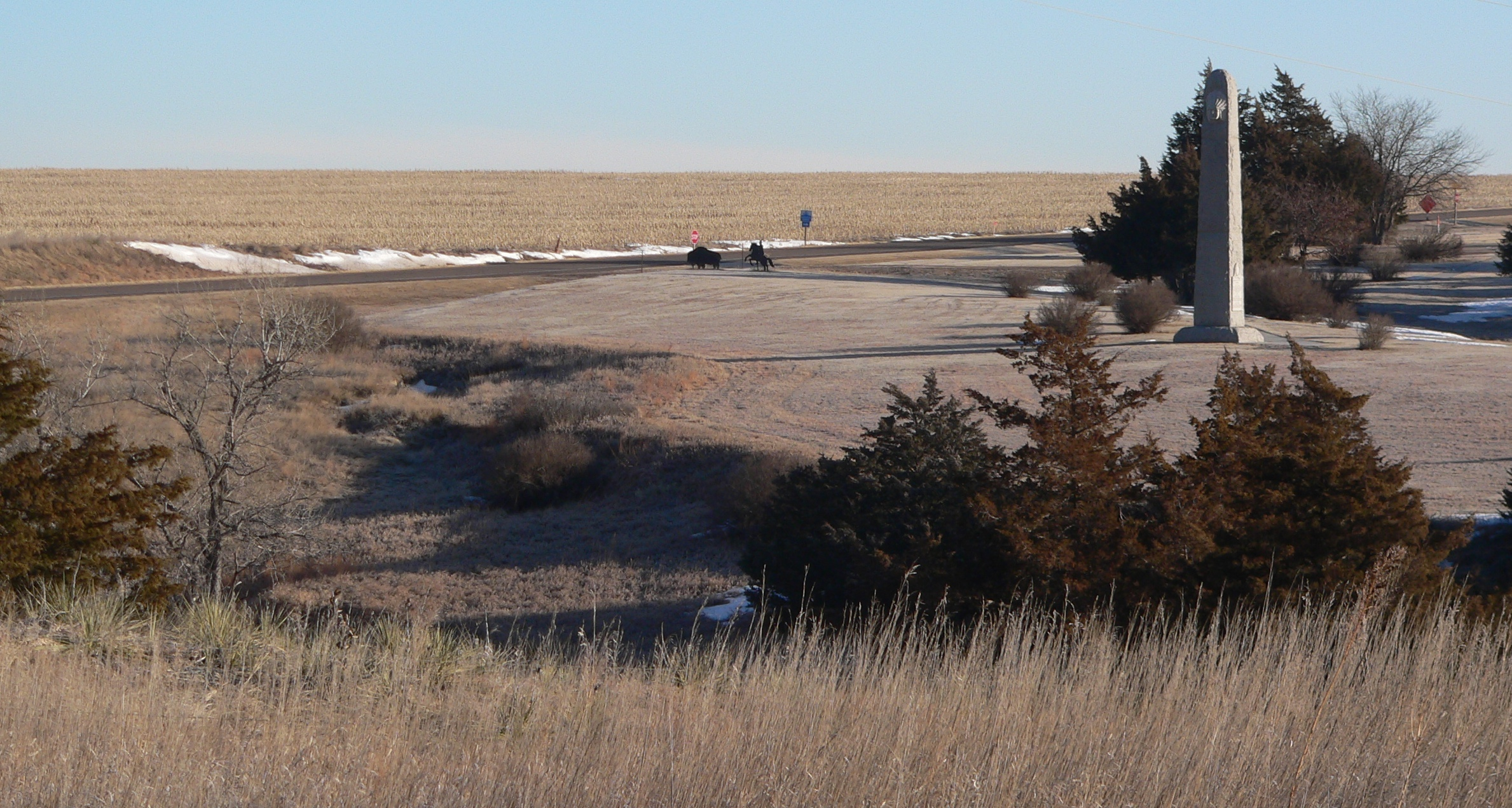
Massacre Canyon Monument

Das Massacre Canyon Monument in der Nähe von Trenton, Nebraska im Hitchcock County wurde am 26. September 1930 als erstes Denkmal in Nebraska errichtet, welches mit Bundesmitteln finanziert wurde. Es erinnert an das Massaker am 5. August 1873, das verbündete Sioux-Indianerstämme an einer Gruppe von Pawnee-Indianern verübt hatten. Es war das letzte größere Gefecht zwischen verfeindeten Indianerstämmen in Nordamerika.
Das Denkmal befindet sich auf einem 12.000 m2 großen parkähnlichen Gelände etwa 5 Kilometer östlich der Kleinstadt Trenton am U.S. Highway 34. Der aus Granit geschaffene Obelisk ist 11 Meter hoch und wiegt 83 Tonnen. Die Kosten für die Errichtung lagen bei 7.500 US-Dollar.
Ursprünglich wurde das Denkmal auf einem Hügel oberhalb des Republican-River-Tals errichtet. Aufgrund des Baus einer Umgehungsstraße für Trenton wurde es 1951 an den jetzigen Platz versetzt. Das Denkmal wird im National Register Information System unter der Nummer 74001118 geführt und von der Amerikanischen National Park Verwaltung unterhalten.
Es erinnert an die 173 Pawnee-Toten, darunter 102 Frauen und Kinder, die bei dem Massaker ums Leben kamen.